# توماس جورج تاكر
توماس جورج تاكر (بالإنجليزية: Thomas George Tucker)‏ هو كاتب أسترالي ونيوزلندي، ولد في 29 مارس 1859، وتوفي في 24 يناير 1946.